# WTA German Open 2000
Відкритий чемпіонат Німеччини 2000 - жіночий тенісний турнір, що проходив Берліні (Німеччина) з 8 до 14 травня 2000 року. Належав до категорії Tier I в рамках Туру WTA 2000. Третя сіяна Кончіта Мартінес здобула титул в одиночному розряді й отримала 166 тис. доларів США.

## Фінальна частина

### Одиночний розряд
Кончіта Мартінес —  Аманда Кетцер 6–1, 6–2

### Парний розряд
Кончіта Мартінес /  Аранча Санчес Вікаріо —  Аманда Кетцер /  Коріна Мораріу 3–6, 6–2, 7–6(9–7)

## Розподіл призових грошей
| Дисципліна       | П        | Ф       | ПФ      | ЧФ      | 1/8    | 1/16   | 1/32   |
| Одиночний розряд | $166,000 | $80,000 | $38,000 | $18,000 | $8,900 | $5,500 | $3,500 |